# Instinctus Bestialis
Instinctus Bestialis är ett fullängds studioalbum av norska black metal-bandet Gorgoroth. Albumet släpptes 2015 av skivbolaget Soulseller Records.

## Låtlista
1. "Radix Malorum" – 3:14
2. "Dionysian Rite" – 4:05
3. "Ad Omnipotens Aeterne Diabolus" – 5:45
4. "Come Night" – 2:41
5. "Burn in His Light" – 4:02
6. "Rage" – 4:03
7. "Kala Brahman" – 5:23
8. "Awakening" – 2:07

- Text: A. Behemot (spår 1, 5), V. Horg (2–4, 6–8)
- Musik: Infernus

## Medverkande
Musiker (Gorgoroth-medlemmar)
- Infernus (Roger Tiegs) – gitarr
- Atterigner (Stefan Todorovic) – sång
- Bøddel (Frank Robert Watkins) – basgitarr
- Tomas Asklund – trummor

Bidragande musiker
- Chris Cannella – sologitarr (spår 5)
- Fábio Zperandio – sologitarr (spår 5)
- Henrik Ekeroth – sologitarr (spår 6)

Produktion
- Tomas Asklund – producent, ljudtekniker, ljudmix, mastering
- Infernus – producent, mastering, omslagsdesign
- Mats Lindfors – mastering
- Jan Glans – omslagskonst